# Berendries
O Berendries é uma rua com subida numa colina em Michelbeke, e faz parte do município de Brakel, na província Belga de Flandres Oriental. A sua parte superior situa-se a 98 m de altitude, sendo a mais alta colina da região de Zwalm, no norte do das Ardenas flamengas. A estrada tem uma superfície de asfalto e liga a cidade do vale do Michelbeke para o topo da colina na cidade de Sint-Maria-Oudenhove.

## Ciclismo
A escalada é mais conhecida no ciclismo, onde ocorre regularmente nas corridas flamengas na primavera, principalmente no Tour of Flanders . O Berendries tem menos de um quilômetro e um gradiente médio de 7%, com o seu ponto mais íngreme, 12,1%, situado a meio da subida.
A subida também é regularmente incluída na Dwars door Vlaanderen, nos Três Dias de Bruges–De Panne, no Eneco Tour e no Tour Flanders for Women .